# Paulo Virgínio
Paulo Gonçalves dos Santos, conhecido popularmente como Paulo Virgínio — encontram-se também versões onde é este nome é escrito erroneamente com a letra “L” : "Paulo Virgílio" — (Cunha, 1899 — Cunha, 27 de julho de 1932) foi um lavrador brasileiro. Tornou-se mártir para os paulistas na Revolução Constitucionalista de 1932 após ter sido morto pelas tropas de Getúlio Vargas na cidade de Cunha.
Em sua homenagem, a rodovia SP-171 que liga Guaratinguetá a Cunha foi batizada de Rodovia Paulo Virgínio.

## Biografia

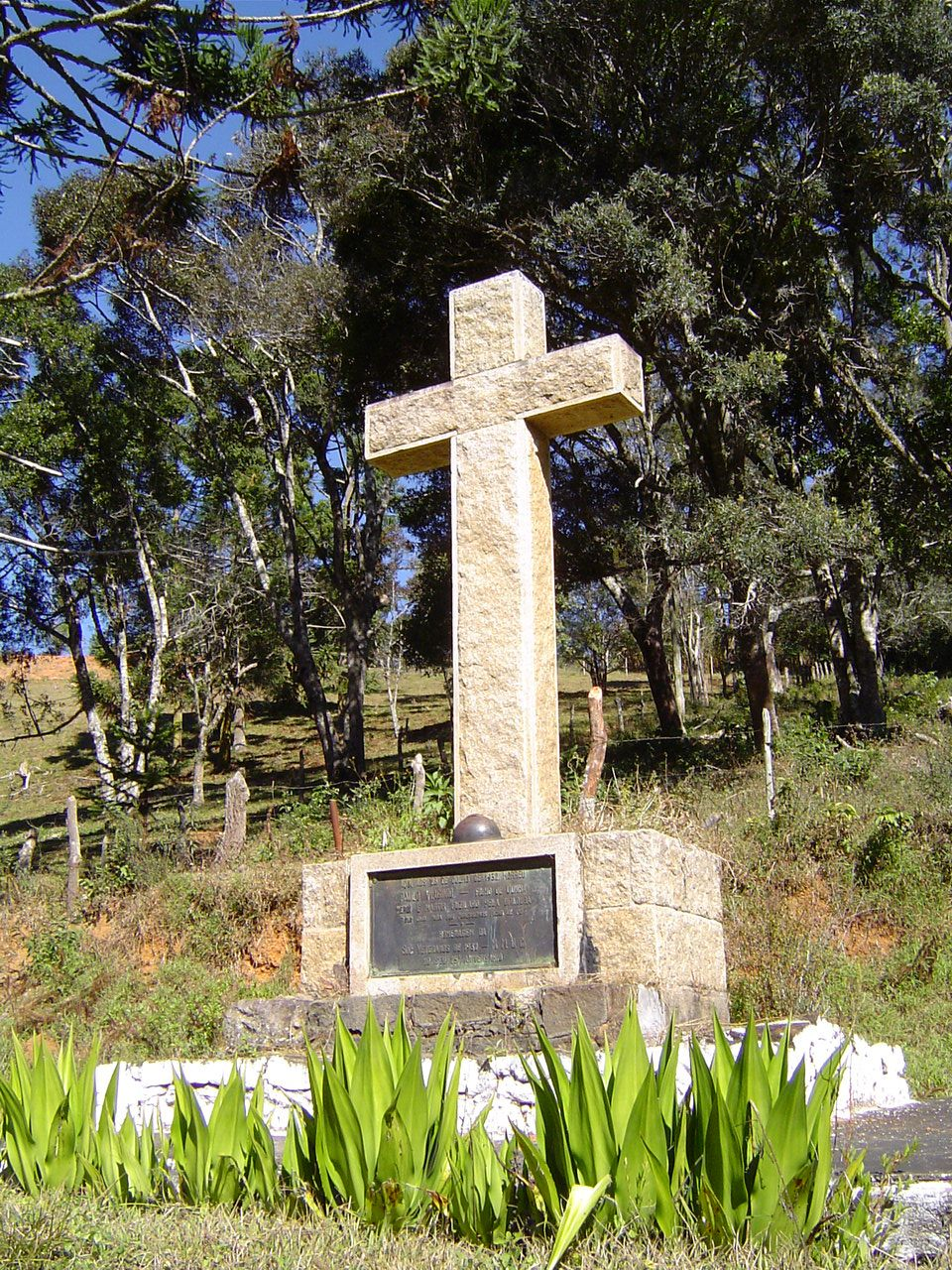
Monumento em homenagem ao mártir da causa Constitucionalista na entrada de Cunha, divisa com Paraty

Paulo Gonçalves dos Santos nasceu no ano de 1899 na cidade de Cunha. Na zona rural daquele município atuava como lavrador.
Fuga para proteger a família
Em 1932, com a deflagração do levante conhecido na história brasileira como Revolução Constitucionalista, a cidade de Cunha se tornou ponto estratégico de acesso das tropas federais que faziam ofensiva às tropas paulistas. Em 15 de julho, a primeira unidade dos fuzileiros navais do Rio de Janeiro, com cerca de 400 praças, do destacamento João Alberto, subiu a Serra do Mar via Paraty com a intenção de passar pela cidade de Cunha e seguir pelo Vale do Paraíba rumo a capital paulista.
Paulo Virgínio natural daquela localidade, morava próximo à divisa dos estados de São Paulo e Rio de Janeiro, e com o intuito de proteger seus cinco filhos e sua esposa dos embates do conflito, fugiu com sua família para o mato, nos grotões na Serra do Indaiá.
Em 27 de julho de 1932, saiu de seu abrigo para buscar alimentos para sua família e não voltou mais, pois foi capturado pelas tropas fluminenses. Preso, foi interrogado pelos soldados governistas que exigiam dele informações sobre as linhas avançadas dos paulistas. Com a recusa, o lavrador foi torturado pelos soldados federais que reiteravam suas exigências.
Morte e julgamento
Diante da insistente recusa de Paulo Virgínio, os soldados governistas decidiram executá-lo com requintes de crueldade, em que além da tortura física ainda o obrigaram a cavar a própria sepultura em que foi enterrado. O local, na margem esquerda da estrada de rodagem que liga Aparecida a Cunha, hoje há um monumento em sua memória.
Diz a lenda popular que Virgínio pouco antes de ser morto teria afirmando: "Morro, mas São Paulo vence!".
Foram acusados pela execução do lavrador o 1º tenente Ayrton Teixeira Ribeiro, o sargento Roque Eugênio de Oliveira e os soldados Juvenal Bezerra Monteiro, Ascendino Gomes da Silva Dantas e Raymundo Jeronymo da Costa, integrantes do corpo de fuzileiros navais e do destacamento governista em operações em Cunha.
Após a morte de Virgínio, esses militares foram denunciados pela promotoria militar perante o Supremo Tribunal Militar, em cuja peça é relatado que esses praças e oficiais torturaram o lavrador e lhe deram uma enxada para que cavasse a sua sepultura. Os relatos da denúncia ainda descrevem que jogaram-lhe água fervendo pelo corpo durante o processo de interrogatório. Porém, todos os acusados foram absolvidos por falta de provas, conforme decisão do julgamento.
Homenagens
Em sua homenagem há um monumento na entrada da cidade de Cunha subindo a Serra do Mar. E o seu nome foi dado ao primeiro trecho da rodovia SP-171, que liga as cidades de Guaratinguetá e Cunha. No final do segundo trecho da rodovia entre Cunha e a divisa com Paraty está o monumento onde Virgínio teve de cavar a própria sepultura.
O seu nome está em mais de dez monumentos históricos, colégios e ruas em cidades paulistas.
A Prefeitura Municipal de Cunha instituiu a medalha "Paulo Virgínio - Herói Constitucionalista" para distinguir o "apoio, contribuição e ajuda à Memória da Revolução de 1932".
O seu corpo está sepultado no Mausoléu do Obelisco de São Paulo ao lado de Guilherme de Almeida, o "poeta de 32" e de Ibrahim de Almeida Nobre, heroi e "tribuno de 32" separados por um altar, logo atrás do túmulo do "herói jacente" que abriga os despojos das primeiras vítimas da Ditadura, Martins, Miragaia, Dráusio e Camargo (MMDC), debaixo da abóbada da cripta.